# Louis Tylka
Louis Tylka (ur. 26 maja 1970 w Harvey) – amerykański duchowny katolicki, biskup Peorii od 2022.

## Życiorys
Święcenia kapłańskie otrzymał 18 maja 1996 i został inkardynowany do archidiecezji Chicago. Pracował jako duszpasterz parafialny (m.in. w North Riverside oraz w Tinley Park). W 2014 został także przewodniczącym miejscowej Rady Kapłańskiej.
11 maja 2020 papież Franciszek mianował go biskupem koadiutorem diecezji Peoria. Sakry udzielił mu 23 lipca 2020 kardynał Blase Cupich. Rządy w diecezji objął 3 marca 2022 po przejściu na emeryturę poprzednika.